# الأبرق (ليبيا)
الأبرق هي مدينة ليبية تتكون من بلدية ويتبعها 6 افرع وهي المخيلي - خولان - ترت -لالي - الابرق الشمالي - الابرق الجنوبي وعميد بلديتها الحالي عبد الفتاح علي اصقير . وتقع في وسط الجبل الأخضر،تبعد عن مدينة البيضاء بحوالي 17 كم. ويوجد بها مطار لبرق.
يبلغ عدد السكان 8,861 حسب تعداد سنة 2006 ف.  ويقدر التعداد الحالي ب 24000 ف توجد بلدة أخرى تحمل الاسم ذاته في منطقة الجبل الغربي غرب ليبيا قرب نالوت